# Bubasteion
Das Bubasteion war ein ptolemäisch-römischer Tempelbezirk der Bastet am Hang des Wüstenabbruchs von Sakkara. Im Arabischen wurde die Stätte Abouab el-qotat („die Tore der Katzen“, „die (Grab-)Eingänge der Katzen“) genannt.
Der Tempelbezirk war von einer 275 × 325 m weiten Umfassungsmauer umgeben und befand sich südöstlich der Pyramide des Teti und südlich des Anubieions. Er besaß ein großes Eingangstor an der Südmauer, eine Katzennekropole und Siedlungsreste. Im Neuen Reich gab es an dieser Stelle bereits einen Tempel der Bastet, die als „Herrin von Anchtaui“ verehrt wurde.
Die genaue Erforschung der Stätte begann erst ab 1976 durch Alain-Pierre Zivie, erste Ausgrabungen fanden ab 1980 statt. Ab 1986 gründete man die MAFB, die sich seitdem vor allem der Untersuchung der Felsengräber widmet.

## Katzenfriedhof
In der zweiten Hälfte der 18. Dynastie ließen sich hier hohe Würdenträger Felsengräber anlegen, die in späterer Zeit in Katzenkatakomben umgewandelt wurden. Bisher wurden mehrere hundert Katzenmumien und tausende von Katzenknochen gefunden. Der Katzenfriedhof entwickelte sich in der zweiten Hälfte des 1. Jahrtausends v. Chr. und war nach Alain Zivie ähnlich bedeutsam wie der Katzenfriedhof von Bubastis. Normalerweise war es für die ägyptische Bevölkerung allgemein verboten Katzen zu töten. Radiologische Untersuchen ergaben jedoch, dass die Katzen in der Nekropole durch eine „rituelle Schlachtung“ vorzeitig starben, die nur von einer befugten Person aus dem Tempel ausgeführt werden durfte. Zwei Drittel aller Katzen wurden nachweislich durch Strangulation, viele weitere durch Zerschmetterung des Schädels getötet. Unter den getöteten Katzen befanden sich auch viele junge im Alter von sechs bis zwölf Monaten.

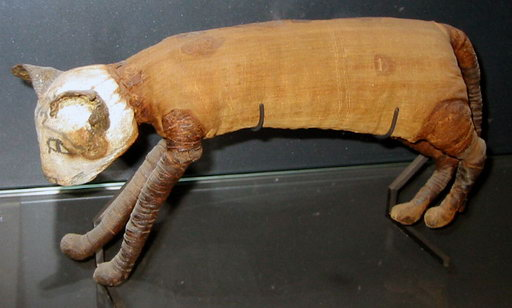
Katzenmumie vom zweiten Typ

Die Katzen wurden auf zwei verschiedene Art und Weisen mumifiziert. Bei den einen waren Pfoten und Schwanz eng entlang des Rumpfes gewunden, bei den anderen waren Glieder und Schwanz nur teilweise verpackt, so dass die lebendige Form des Tieres erhalten blieb. Einige sorgfältig bearbeitete Mumien befanden sich in einem Sarkophag aus Holz oder Stein. Einige davon wurden auch mit Kästchen, Skulpturen, Schmuck und Amuletten beerdigt. Die Mumifizierung an sich war recht einfach, der Körper wurde nur ausgetrocknet, eine Ausweidung fand nicht statt. Unter den gefundenen Mumien waren auch einige „Fälschungen“, die entweder leer oder unvollständig waren. Sie enthielten nur einige Knochen oder anorganische Materialien. Die Priester verkauften den Pilgern demnach wahrscheinlich Mumien unterschiedlicher Qualität.
Im Grab von Tutanchamuns Amme Maia fand man im Jahr 2001 ein Löwenskelett, das möglicherweise ebenfalls mumifiziert gewesen war. Der Löwe galt als eine Verkörperung des Gottes Mahes (Sohn der Bastet).

## Gräber

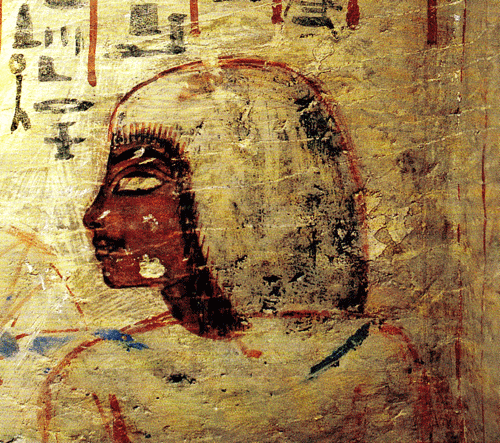
Wandbild aus Grab des Aperel

Auf der Südseite des Bubasteions, in der Nähe des Grabungshauses der französischen Mission, befindet sich ein Steilhang, der auf zwei Ebenen mehrere Graböffnungen besitzt. Diese wurden vor allem in der zweiten Hälfte der 18. und Anfang der 19. Dynastie von hohen Würdenträgern angelegt und in der Spätzeit geplündert. Danach erfolgte eine Umgestaltung und Bestattungen von Katzenmumien aus dem nahen Heiligtum der Bastet. Zwei dieser Gräber wurden bereits Anfang der 80er Jahre entdeckt, die restlichen erst in jüngerer Zeit. Die meisten Gräber sind aus Fels, einige aber auch aus hochwertigem Tura-Kalkstein konstruiert. Die Dekorationen sind sehr vielfältig und schwanken manchmal sogar innerhalb desselben Grabes. Es handelt sich vorwiegend um Reliefs sowie allgemeine und einfache Malereien in guter bis außergewöhnlicher Qualität. Viele der gefundenen Stücke, vor allem aus dem Grab des Aperel, befinden sich heute im Imhotep Museum in Sakkara.

### Liste der Gräber im Bubasteion
Die Bezifferung der Gräber erfolgte durch die MAFB, wobei die Gräber der oberen Ebene eine römische I und die der untere Ebene eine römische II tragen. Möglicherweise gibt es noch eine dritte Ebene, die allerdings unter Schutt begraben liegt. Neben der römischen Nummerierung wurden die einzelnen Gräber mit arabischen Ziffern aufsteigend von Ost nach West durchnummeriert.
| Grab-Nr.  | Grabinhaber                  | Zeit                                                |
| --------- | ---------------------------- | --------------------------------------------------- |
| Bub. I.01 | Aperel                       | Regierungszeit von Amenhotep III. und Amenhotep IV. |
| Bub. I.03 | Resch (Offizier)             | Regierungszeit von Thutmosis IV. und Amenhotep III. |
| Bub. I.05 | Merisachmet                  | Ende 18. Dynastie                                   |
| Bub. I.06 | Nehesi (Schatzmeister)       | Regierungszeit von Hatschepsut                      |
| Bub. I.13 | Seth (Mundschenk)            | Regierungszeit von Amenhotep III.                   |
| Bub. I.16 | Netjerwymes (Parichnawa)     | Regierungszeit von Ramses II.                       |
| Bub. I.19 | Thutmosis, Kenna             |                                                     |
| Bub. I.20 | Maia (Amme)                  | Regierungszeit von Tutanchamun und Eje II.          |
| Bub. I.21 | Penrenut                     | Regierungszeit von Merenptah                        |
| Bub. I.27 | Raia (Schatzkammerschreiber) | Regierungszeit von Amenhotep IV.                    |
| Bub. II.4 | Merire                       | Regierungszeit von Amenhotep III.                   |
| Bub. II.x | Ptahmose (Katasterschreiber) | Regierungszeit von Amenhotep III.                   |